# 불량국가
불량국가(영어: Rogue state)는 일부 국제 이론가들이 세계 평화를 위협한다고 생각하는 국가에 적용하는 용어다. 이러한 국가는 인권을 심각하게 제한하는 권위주의 또는 전체주의 정부의 지배를 받거나, 테러를 지원하거나, 대량 살상 무기를 확산하려고 하는 것과 같은 특정 기준을 충족한다. 이 용어는 미국에서 가장 많이 사용하지만 미국 국무부는 2000년에 공식적으로 이 용어 사용을 중단했다. 하지만, 2017년 도널드 트럼프는 유엔 연설에서 이 문구를 반복했다. 미국 정치인들은 이란, 시리아, 북한, 아프가니스탄, 쿠바, 베네수엘라와 같은 국가를 설명하는 데 이 용어를 사용한다. 이 용어는 다른 국가에서도 적용되었다.